# Зередер
Зередер (перс. زره در‎) — село на севере Ирана, в остане Тегеран. Входит в состав шахрестана Демавенд. Является частью дехестана (сельского округа) Терруд бахша Меркези.

## География
Село находится в восточной части остана, в долине реки Рудханейе-Демавенд, к югу от автодороги 79, на расстоянии приблизительно 13 километров (по прямой) к юго-западу от города Демавенд, административного центра шахрестана. Абсолютная высота — 1440 метров над уровнем моря.

## Население
По данным переписи 2006 года население села составляло 134 человека (75 мужчин и 59 женщин). В Зередере насчитывалось 36 домохозяйств. Уровень грамотности населения составлял 66,4 %. Уровень грамотности среди мужчин составлял 72 %, среди женщин — 59,3 %.
В 2016 году в селе имелось 35 домохозяйств и проживало 119 человек (62 мужчины и 57 женщин).
Среди жителей распространён диалект демавенди мазандеранского языка.